# Mulan (1998)
Mulan is een Amerikaanse animatiefilm uit 1998 van Walt Disney Feature Animation. Het is de 36e lange animatiefilm van Disney. Het script van de film is losjes gebaseerd op de Chinese legende van Hua Mulan.

## Verhaal
Bij de Chinese Muur beginnen de Hunnen onder leiding van Shan Yu een invasie. Wanneer de keizer hierover hoort, beveelt hij dat een man uit iedere familie in het leger moet dienen.
Intussen bereidt in een boerendorp Fa Mulan, de enige dochter van de Fa-familie, zich voor op een ontmoeting met de koppelaarster. Als ze de test van de koppelaarster doorstaat, zal ze gegarandeerd trouwen en zo de familie-eer hoog kunnen houden. Door toedoen van de gelukskrekel, die ze van haar grootmoeder had gekregen, faalt ze echter voor de test. Ze keert beschaamd terug naar huis.
Later die dag bereikt het nieuws over de mobilisatie het dorp. Mulans vader was de enige man in de familie, dus zal hij bij het leger moeten. Hij is echter oud en slecht ter been, en Mulan weet zeker dat hij de oorlog niet zal overleven. Daarop besluit ze zich voor te doen als een man en haar vaders plaats in te nemen. Niet veel later ontdekken Mulans ouders wat ze heeft gedaan, maar het is al te laat: als ze Mulan ontmaskeren, zal ze worden gedood wegens verraad. 
Mulans grootmoeder vraagt de geesten van hun voorouders om hulp. Deze besluiten een van de familiehoeders te sturen om Mulan te beschermen. Mushu, een kleine draak en een familiehoeder die gedegradeerd is nadat zijn vorige missie op een ramp uitdraaide, krijgt de opdracht om de stenen draak in de tuin te wekken. Hij vernielt de draak echter per ongeluk en gaat noodgedwongen zelf achter Mulan aan samen met Cri-Kee.
Begeleid door Mushu’s “advies” doet Mulan haar intrede in het legerkamp onder de naam Ping. Op hetzelfde moment bespreekt Li, de generaal van het leger, de aanvalsstrategieën met zijn zoon Shang. Li zal de huidige troepen naar het slagveld leiden, terwijl Shang als kapitein de nieuwe rekruten traint. Buiten lokt Mulan met haar gedrag een vechtpartij uit, waarna Shang gelijk alle soldaten strafcorvee geeft.
De training begint en na een moeizame start kunnen alle soldaten goed meekomen, alleen wordt Mulan/Ping door de andere soldaten voortdurend bespot. Uiteindelijk wint ze het respect van de soldaten en Shang door een hoge paal te beklimmen, een opdracht waar niemand anders tot dan toe in slaagde. Hoewel Shang tevreden is over de vorderingen, is Chi Fu (de raadsheer van de keizer) dat allerminst. Hij wil aan de generaal rapporteren dat de rekruten van Shang niet geschikt zijn om te vechten. Hierop besluit Mushu in te grijpen. Hij en Cri-Kee schrijven uit naam van de generaal een brief dat de soldaten direct naar het front moeten komen.
Wanneer de rekruten aankomen bij het dorp waar de rest van het leger zou wachten, treffen ze een slagveld aan. Het dorp is met de grond gelijk gemaakt en alle soldaten zijn dood, inclusief generaal Li. Shang leidt zijn troepen via de kortste weg naar de keizerlijke stad, in de hoop de Hunnen nog op tijd te kunnen onderscheppen. Onderweg worden ze aangevallen en het draait opbeen groot gevecht uit. Mulan ziet nu haar kans om zich te bewijzen; met een strategisch gelost kanonschot veroorzaakt ze een lawine, die alle Hunnen onder de sneeuw begraaft. Shang dreigt ook te worden meegesleurd, maar Mulan redt hem.
Naderhand blijkt Mulan gewond te zijn geraakt in het gevecht. Shang laat direct een dokter halen. Wanneer die Mulan onderzoekt, komt aan het licht dat ze in werkelijkheid een vrouw is. Shang besluit Mulans leven te sparen, maar ze moet wel het leger verlaten. Die avond zien Mulan en Mushu dat Shan Yu en vijf van diens soldaten de lawine hebben overleefd en nu koers zetten naar de keizerlijke stad. Mulan haast zich ook naar de stad, waar de andere soldaten op dat moment als helden worden onthaald. Mulans waarschuwingen worden genegeerd door de feestvierende bevolking. Derhalve slagen de Hunnen erin de keizer te vangen en zich te barricaderen in het paleis.
Op advies van Mulan vermommen de soldaten zich als concubine, om zo ongezien in de buurt van de Hunnen te kunnen komen. De vijf Hunnen worden met gemak uitgeschakeld en de keizer gered. Shan Yu laat zich minder makkelijk verslaan. Uiteindelijk lokt Mulan hem naar het dak van het paleis, waar Mushu reeds een grote vuurpijl klaar heeft gezet. Met de pijl schieten ze Shan Yu de vuurwerktoren in, maar hij komt om in de explosie.
De keizer vergeeft Mulan al haar daden en biedt haar zelfs een plaats aan in zijn raad. Mulan weigert echter, ze wil liever terug naar huis. De keizer geeft haar zijn amulet en het zwaard van Shan Yu. Wanneer Mulan wegrijdt, spoort de keizer Shang aan om haar te volgen. Thuisgekomen geeft Mulan de geschenken van de keizer aan haar vader ter ere van de familie, die dolgelukkig is dat zijn dochter terug thuis is. Shang arriveert ook en wordt meteen uitgenodigd om te blijven. In de tempel van de voorvaderen krijgt Mushu zijn oude positie terug nu hij een missie succesvol heeft afgerond.

## Rolverdeling
| Acteur                                             | Personage              | Vlaamse stem         | Nederlandse stem      |
| -------------------------------------------------- | ---------------------- | -------------------- | --------------------- |
| Ming-Na                                            | Mulan                  | Karina Mertens       | Linda Wagenmakers     |
| Lea Salonga (zang)                                 | Mulan                  | Karina Mertens       | Linda Wagenmakers     |
| B.D. Wong                                          | Shang                  | Lucas Van den Eynde  | Stanley Burleson      |
| Donny Osmond (zang)                                |                        | Lucas Van den Eynde  | Stanley Burleson      |
| Miguel Ferrer                                      | Shan-Yu                | Vic De Wachter       | Eric Corton           |
| Eddie Murphy                                       | Mushu                  | Gene Bervoets        | Carlo Boszhard        |
| Harvey Fierstein                                   | Yao                    | Jakob Beks           | Victor van Swaay      |
| Gedde Watanabe                                     | Ling                   | Dimitri Verhoeven    | Huub Dikstaal         |
| Matthew Wilder (zang)                              | Ling                   | Dimitri Verhoeven    | Edward Reekers (zang) |
| Jerry Tondo                                        | Chien-Po               | Geert Vermeulen      | Jon van Eerd          |
| Jerry Tondo                                        | Chien-Po               | Peter De Smet (zang) | Jon van Eerd          |
| June Foray                                         | Grootmoeder Fa         | Julienne De Bruyn    | Lia Dorana            |
| Marni Nixon (zang)                                 | Grootmoeder Fa         | Julienne De Bruyn    | Lia Dorana            |
| Soon-Tek Oh                                        | Fa Zhou                | Ugo Prinsen          | Bram van der Vlugt    |
| Freda Foh Shen                                     | Fa Li                  | Gilda De Bal         | Maria Lindes          |
| James Hong                                         | Chi Fu                 | Hubert Damen         | Hans Dagelet          |
| James Shigeta                                      | Generaal Li            | Jaak Van Assche      | Carol van Herwijnen   |
| Pat Morita                                         | De keizer              | Ugo Prinsen          | Ton Lutz              |
| Miriam Margolyes                                   | De koppelaarster       | Jenny Tanghe         | Nelly Frijda          |
| George Takei                                       | Grote voorvader Fa     | Vic De Wachter       | Hero Muller           |
| Mary Kay Bergman                                   | Vrouwelijke voorouders |                      |                       |
| Cri-Kee (Nederlands: Kriki)                        | Frank Welker           | Frank Welker         | Frank Welker          |
| Khan, het paard                                    | Frank Welker           | Frank Welker         | Frank Welker          |
| Little Brother (Nederlands: Kleine Broer), de hond | Frank Welker           | Frank Welker         | Frank Welker          |

## Productie
Mulan begon oorspronkelijk als een korte direct-naar-video film getiteld "China Doll". Schrijver Robert San Souci kwam met het idee om het Chinese gedicht "The Song of Fa Mu Lan" als basis te gebruiken.
De ontwikkeling van de film begon in 1994. De Walt Disney Studio stuurde een groep tekenaars en fotografen naar China om gedurende drie weken foto’s en tekeningen te maken van het landschap. Al snel werd besloten de tekenstijl van de film meer aan te laten sluiten bij traditionele Chinese schilderkunst, in plaats van de gedetailleerde tekeningen uit o.a. De Leeuwenkoning.
Voor de meer dan 2000 Hunnen uit de gevechtsscène in de bergen werd een computerprogramma ontwikkeld, “Atilla”. Hiermee konden veel individuele personages tegelijk worden getekend.

## Ontvangst
De reacties op de film waren over het algemeen positief. De film scoorde een 90% op Rotten Tomatoes. In het openingsweekend bracht de film 22.8 miljoen dollar op, en was daarmee de meest succesvolle film na The X-Files.
Een belangrijk onderdeel van de uitgave van de film was de distributie in China. Disney hoopte met Mulan net zo’n grote hit te scoren als een paar jaar eerder met De Leeuwenkoning, die in China een van de meest succesvolle westerse films was. Aanvankelijk werd de film geweigerd, daar de Chinese overheid slechts een beperkt aantal westerse films per jaar toestond. Een jaar na uitgave werd Mulan alsnog in China vertoond.

## Prijzen en nominaties
1998
- 12 Annie Awards:
  - Outstanding Achievement in an Animated Theatrical Feature – gewonnen
  - 3x Outstanding Individual Achievement for Character Animation – 1x gewonnen
  - Outstanding Individual Achievement for Directing in an Animated Feature Production – gewonnen
  - Outstanding Individual Achievement for Effects Animation – gewonnen
  - Outstanding Individual Achievement for Music in an Animated Feature – gewonnen
  - Outstanding Individual Achievement for Producing in an Animated Feature Production – gewonnen
  - Outstanding Individual Achievement for Production Design in an Animated Feature Production – gewonnen
  - Outstanding Individual Achievement for Storyboarding in an Animated Feature Production – gewonnen
  - Outstanding Individual Achievement for Voice Acting by a Female Performer in an Animated Feature Production – gewonnen
  - Outstanding Individual Achievement for Writing in an Animated Feature Production – gewonnen
- De Bogey Award - gewonnen
- De Golden Screen – gewonnen

1999
- De ALMA Award voor Outstanding Performance of a Song for a Feature Film
- De ASCAP Award voor Top Box Office Films – gewonnen
- De Academy Award voor beste muziek, originele lied
- De BMI Film Music Award – gewonnen
- De Blockbuster Entertainment Award voor Favorite Animated Famliy Movie
- De Artios voor Best Casting for Animated Voiceover
- De Golden Globe voor beste originele muziek
- De Golden Globe voor beste originele lied
- De Grammy Award voor Best Song Written Specifically for a Motion Picture or for Television
- De Golden Reel Award voor beste geluidsmontage - Animated Feature
- De Golden Reel Award voor beste geluidsmontage - Music - Animated Feature
- De Golden Satellite Award voor Best Motion Picture - Animated or Mixed Media
- De Young Artist Award voor Best Family Feature - Animated

2005
- De Golden Satellite Award voor Best Youth DVD